# CODALTEC
La Corporación de Alta Tecnología para la Defensa o CODALTEC es una empresa del Ministerio de Defensa encargada de la fabricación de  simuladores y sensores.

## Historia
CODALTEC fue constituida el 7 de diciembre de 2012, con el aporte del Ministerio de Defensa, Indumil, CIAC, Gobernación del Meta y Alcaldía de Villavicencio.

## Productos

### Simuladores

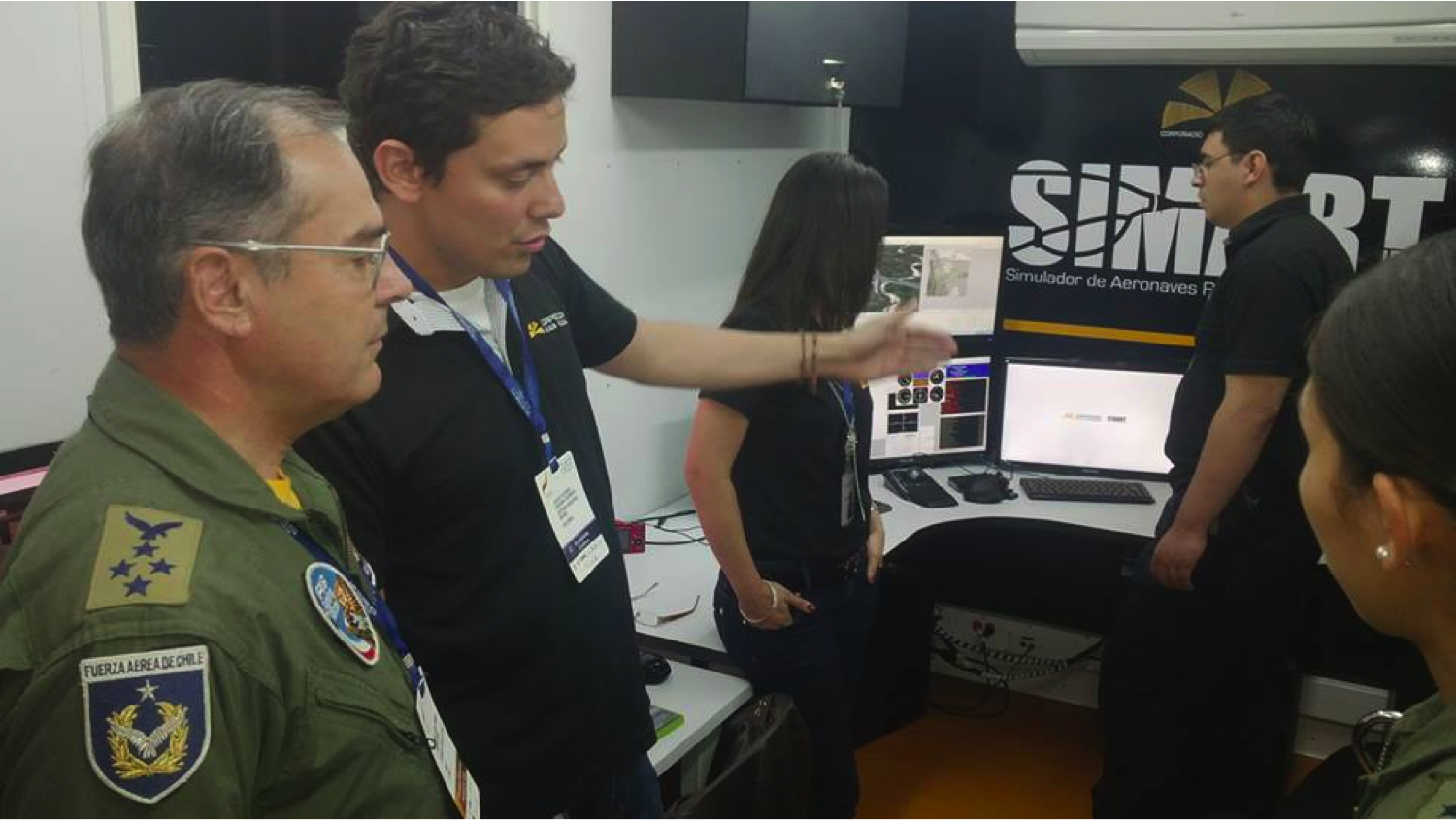
Comandante de la Fuerza Aérea de Chile vista stand de CODALTEC en F-AIR 2013.

- Simulador de Aeronaves Remotamente Tripuladas (SIMART)[2]
- Simulador de ASV 4 x 4 (MARKAB)
- Simulador de Cessna 208B (SIMAER)
- Simulador de RQ-11B (SANMT)
- Simulador de tiro (Polígono virtual)

### Radares
- Radar táctico de defensa aérea (TADER)
- Radar de vigilancia superficial (SINDER)

### Otros
- CBT Cessna 208B y ASV 4 x 4 (CBT & OVA)
- Software de Gestión Integral de la propiedad intelectual (GIPI)
- Centro de Mando & Control (Mando y control)
- Subsistema de Salud de las Fuerzas Militares (SALUD.SIS)
- Gafas inalámbricas para inmersión en escenarios virtuales (CAMALEON VR)